# Theodorus Schrevelius

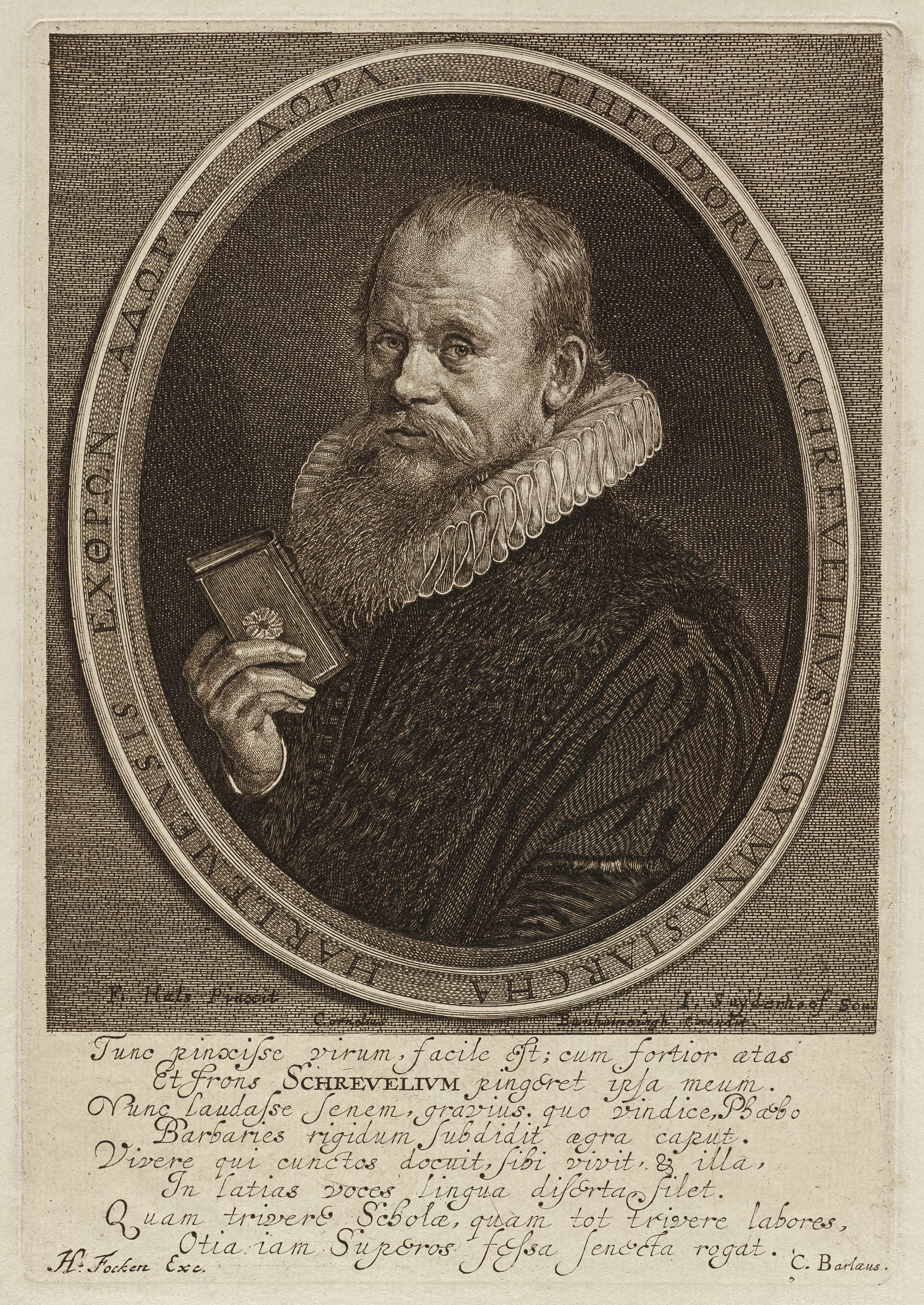
Theodorus Schrevelius, 1617. Stich von Jonas Suyderhoeff nach einem Gemälde des Malers Frans Hals (1581–1666)

Theodorus Schrevelius (auch Dirk Schrevel) (* 25. Juli 1572 in Haarlem/Niederlande; † 3. Dezember 1649 in Leiden/Niederlande) war ein Humanist, Autor und Dichter.

## Leben
Theodorus Schrevelus hatte seit dem 28. Januar 1591 an der Universität von Leiden Philologie studiert und wirkte 1600–1624 als Schulleiter in Haarlem. 1607–1618 saß er im Rat der Stadt. Gegen Ende dieser Zeit brach infolge der Beschlüsse der Dordrechter Synode der Streit um die Lehre der Prädestination unter den Reformierten aus. Theodorus nahm die Partei der „Remonstranten“ oder „Arminier“ ein, welche auf der Synode eine mildere Auffassung dieser Lehre vertreten hatten und daher sowohl von der Synode wie auch von öffentlichen Ämtern überhaupt ausgeschlossen wurden. So musste auch der Rektor aus seinem Amte scheiden.
Theodorus wandte sich nach Leiden und fand dort seinen Unterhalt als Hauslehrer. 1625 aber berief man ihn zum Rektor an die Leidener Lateinische Schule, an welcher er bis 1641 wirken konnte.
Sehr bekannt wurde seine Chronik Harlemias, deren erste holländische Ausgabe 1648 erschien. Außer diesem Werk wurden von ihm zahlreiche andere Bücher in holländischer und in lateinischer Sprache verfasst. Bekannt wurde er auch durch ein Porträt, das der Maler Frans Hals, der Begründer der niederländischen Barockmalerei, 1617 von ihm angefertigt hatte und das sich zunächst im Musée du Luxembourg, Paris, befand und seit 2003 im Frans-Hals-Museum in Haarlem zu sehen ist. Die Schrevelius-Straße in Haarlem ist nach ihm benannt.
Theodorus war seit 1599 mit Maria (auch: Marijcke) van Teylingen verheiratet und hinterließ sieben Kinder, darunter den späteren Altphilologen Cornelius Schrevelius.

## Werke, Auszug
- Trophaeum Pelusiacum, Harlem 1598
- De patientia (4 Bände), Leiden 1623
- Diatribas scholasticas, Leiden 1626
- Harlemias, De eerste stichting der Stadt Haerlem, Het toe-nemen en vergrootinge der selfden, hare seltsame fortuyn en avontuer in Vrede, in Oorlogh, Belegeringe, harde beginselen van d'eerste Reformatie, Politique Raedtslagen, Sc, Haerlem. Thomas Fonteyn, Boeckdrucker in de Bartel-Ioris-Straet, inde Gekroonde Druckerye. 1648